# Ribe Plantage
Ribe Plantage er en plantage, der er placeret ved den nordlige del af Ribe. Bramming-Tønder-banen skærer igennem fra nord mod syd og da hovedvej A11 også krydser gennem plantagen, er plantagen blevet et trafikalt knudepunkt.
Farupvej krydser plantagen mod vest, og lige vest for plantagen findes Ribe Campingplads.

## Historie
Ideen til plantagen var stiftamtmands Moltke's. I foråret 1802 lod han 4000 fyrretræer plante på stedet.
I 1803 blev der tilføjet yderligere 2000 fyrretræer.
Efter at Moltke i 1811 fraflyttede byen og man måtte konstatere at den stærke vestenvind på disse kanter ikke var godt for fyrretræer, mistede man interessen for plantagen.
Fire unge mænd genoplivede i 1839 plantagen. Ved egne kræfter fik de ryddet op i plantagen og gjort den pæn igen. Ved denne lejlighed blev stiftamtmandens mindestøtte flyttet ud i plantagen. Først stod den inde i plantagen. Senere blev den flyttet ud på hjørnet af Farupvej/Plantagevej.
Ved stormfloden i 1911 strandede lægteren Ane Marie fra Sønderho ved Ribe Plantage Der findes levende billeder af det strandede skib og den beskadigede plantage i Emma Boysens optagelser til Ribefilmen.
I plantagen er vandhøjden i 1911 markeret på en metalplade på et træ.
I mange år var det en tradition at børnene på Borgerskolen gik ud til plantagen og brugte dagen der, inden de gik tilbage til byen.
I 2020 blev hovedvejen gennem Ribe Plantage udvidet fra to til fire spor og en del af de gamle træer i plantagen måtte lade livet.

## Galgebakken
Inde i plantagen findes det historiske sted, Galgebakken. Her foretog byen sine henrettelser. Men stedet er nok mest kendt for henrettelsen 10. november 1641 af Maren Splid, der blev brændt her.
Sidste registrerede henrettelse skete så sent som 26. januar 1844. 24 årige Andreas Andersen Storgaard fra Morsø var blevet dømt skyldig i drabet på Anders Vad fra Tjæreborg.
Henrettelsen skulle ske ved ved at skille hovedet fra kroppen ved øksehug. Det gik dog ikke helt som planlagt, idet der måtte to øksehug til. Det var en gruelig oplevelse for de ripensere, der var mødt op. Denne gruopvækkende oplevelse blev enden på Galgebakken som rettersted, der efter denne dag fik lov til at stå og forfalde.

## Pavillonen med restaurant Skoven
I dag ses stadigvæk en lysning i den østlige del af skoven, tæt på jernbanen. Der er også stadigvæk en lille vej ned til lysningen. Her lå restaurant Skoven, hvis pavillon var tegnet af Axel Hansen.

## Puggaardsminde
Et andet populært sted, var Puggaardsminde. Dette sted lå ud til hovedvejen, tæt på Stærevej.
Stedet var i 1980'erne kendt som et populært diskotek for unge under navnet Caroussellen. Stedet blev revet ned i januar 2004